# Сексуальная антагонистическая коэволюция
Сексуальная антагонистическая коэволюция — отношения между самцами и самками, при которых половая морфология меняется с течением времени так, чтобы противодействовать половым чертам противоположного пола для достижения максимального репродуктивного успеха. Иногда проводится аналогия с гонкой вооружений. Во многих случаях брачное поведение самцов вредно для самок. Например, когда насекомые размножаются травматическим осеменением, это очень неблагоприятно для здоровья самки. Во время спаривания самцы будут пытаться осеменить как можно больше самок, однако чем чаще прокалывается живот самки, тем меньше у неё шансов выжить. Самки, обладающие свойствами избегать многократных спариваний, с большей вероятностью выживут, что приведет к изменению морфологии. У самцов гениталии относительно просты и с большей вероятностью варьируются от поколения к поколению по сравнению с женскими гениталиями. Это приводит к необходимости изменения морфологии гениталий самок.
Кроме того, антагонистическая коэволюция может быть причиной ускорения эволюции, что, как полагают, имеет место в семенных белках, известных как Acps, у видов Drosophila melanogaster. В то время как Acps способствуют увеличению производства потомства, некоторые Acps оказывают пагубное влияние на физическую форму самок, поскольку они токсичны и сокращают продолжительность их жизни. Это приводит к антагонистической коэволюции, поскольку самка должна развиваться, чтобы защитить себя. Несмотря на это, самцы быстро адаптируются к новому фенотипу самок. Эта мужская адаптация приводит к снижению выживаемости самок. Поскольку нерепродуктивные белки не испытывают того же эволюционного давления, что и Acps, они эволюционируют не так быстро. В соответствии с теорией гонки вооружений, анализ ДНК показывает двукратное увеличение дивергенции Acp по сравнению с нерепродуктивными белками.

## Самки
Для многих самок размножение может быть очень опасным, как в случае с постельными клопами. Таким образом, самки, обладающие чертами, уменьшающими вред от копуляции, выживут и продолжат размножаться. Есть много способов, которыми самка может «защититься» от натиска потенциальных партнеров.

### Сперматека
Самки имеют очень сложную и чрезвычайно изменчивую репродуктивную систему, широко известную как сперматека. Некоторые виды не имеют сперматеки в традиционном понимании, но обладают псевдосперматекой. Обе формы играют существенную роль в хранении и оплодотворении спермы. В семействе Tingidae псевдосперматека расположена у основания яйцевода и, как предполагается, в какой-то момент времени функционировала как сперматека. Эти органы служат хранилищами спермы; таким образом, самка может ввести сохраненную сперму в свои яйцеклетки, когда сочтет это оптимальным. Кроме того, эти органы дают самкам возможность выбирать, какую сперму они будут использовать для оплодотворения яйцеклеток. В случае с D. melanogaster самки спариваются несколько раз, а затем выделяют избыток спермы, который ей не нужен. Однако ни первый, ни второй партнер не знают, чья сперма была удалена.

### Ферменты, выделяемые самками
Ферменты, выделяемые женскими половыми путями, также могут играть роль в антагонистической коэволюции. У видов дрозофилы большая группа ферментов, известных как сериновые протеазы, была связана с органами хранения женских сперматозоидов (в первую очередь со сперматекой), что было выяснено посредством генетического секвенирования и анализа. Предполагается, что эти протеазы расщепляют различные белки мужской семенной жидкости. Это приводит к тому, что самки выбирают самцов, которые могут преодолеть эти пищеварительные ферменты, будь то за счет генетической изменчивости или физиологической способности производить более высокое количество спермы.

### Поведение
Прежде чем самец начнет беспокоиться о том, воспользуется ли самка его спермой или нет, он должен спариться с ней, что само по себе может стать проблемой. Потенциальные партнеры часто играют в настойчивость и сопротивление. В случае водомерок (род Gerris) самцы будут беспокоить самок и пытаться схватить их, преследуя и бросаясь на них. Самки могут быть чрезвычайно уклончивы и часто отражают эти агрессивные атаки. Даже когда самку наконец поймают, она продолжает бороться. Однако этот тип избегания очень дорого обходится самке, поэтому в конечном итоге ей приходится балансировать между вредом от спаривания и усилиями на сопротивление. Однако у видов с самками, спаривающимися один раз, таких как муха Prochyliza xanthostoma, цена сопротивления спариванию низка по сравнению с преимуществом уклонения от самца низкого качества.

## Самцы
Самцы также развили реакцию на противоэволюционные адаптации противоположного пола. Реакции насекомых могут различаться как по структуре гениталий, так и по структуре сперматозоидов и поведению.

### Колючие гениталии
Мужские гениталии у животных эволюционируют быстрее. Колючие гениталии могут помочь в конкуренции между самцами. У семенных жуков колючие гениталии помогают самцу закрепляться во время совокупления и позволяют быстро пройти к репродуктивному тракту самки, преодолевая барьеры для спермы. Самки при этом страдают от травм. Повреждения, такие как рубцевание, увеличиваются с количеством спариваний. У зерновок (seed beetles) существует положительная корреляция между степенью вредоносности гениталий самца и толщиной стенки копулятивной сумки в половых путях самки: соединительная ткань копулятивного тракта утолщается.

### Копуляция
У самцов постельных клопов существует уникальный способ совокупления, называемый травматическим осеменением. Самцы используют свой внутренний орган, чтобы оплодотворять самок через брюшную стенку, даже если у самок есть половые пути. Самцы постельных клопов также могут регулировать объём эякулята и время совокупления за счет присутствия эякулята у самок, чтобы сохранить сперму и определить результаты отцовства. Для противодействия травмирующим осеменениям самки развили парагенитальную систему. Она содержит мезоспермалегию, в которой откладываются сперматозоиды. Сперма мигрирует через кровь к месту хранения спермы и яйцеводам, а затем к яичникам для оплодотворения яйцеклеток. Самки постельных клопов также эволюционировали физиологически благодаря наличию фагоцитирующих клеток в мезоспермалеге, которые поглощают сперму после спаривания.

### Длина жгутиков
Конкуренция между разными мужскими фенотипами существует также на микроуровне. Было обнаружено, что у дрозофилы существует положительная корреляция между длиной жгутиков сперматозоидов самцов и размером семеприемника у самок. Было обнаружено, что самки с более крупными семеприемниками «выбирают» сперматозоиды с длинными жгутиками. Это является примером полового отбора, поскольку была обнаружена связь между длиной жгутика сперматозоида и физиологическим состоянием самца.

### Гибкость гениталий
В случае с мухой-нериидой, Telostylinus angusticollis , у самцов в результате коэволюции развился гибкий эдеагус. У самок этого вида есть спиральные яйцеводы, которые ведут к сперматеке, что, в свою очередь, затрудняет доступ самцов к области, необходимой для высвобождения их спермы. После начала совокупления самцы могут развернуть свой эдеагус и использовать его гибкость для проникновения в свернутый яйцевод.

## Homo sapiens
Теория конфликта интересов полов применяется почти исключительно для понимания полового взаимодействия насекомых. Однако исследователь психологии сексуальных отношений Дэвид Басс считает, что возмущение современных женщин по поводу нежелательного сексуального внимания со стороны мужчин, которых они считают недостойными, имеет биологическую природу, аналогичную поведению самок пауков.